# Cosa te ne fai di un altro uomo
Cosa te ne fai di un altro uomo è un singolo del cantautore italiano Gigi D'Alessio, pubblicato il 17 gennaio 2014.
Il brano è tratto dall'album omonimo, uscito il 19 novembre 2013.